# فوجیوارا نو آریکو
فوجیوارا نو آریکو (به ژاپنی: 藤原（三条）有子 Fujiwara no Ariko) یا فوجیوارا نو یوشی یا آنکا مونئین؛ ۱۲۰۷ – ۲ مارس ۱۲۸۶) کوگو همسر امپراتور گو-هوریکاوا در دوره کاماکورا اهل ژاپن بود.